# Bacchisa nigrosternalis
Bacchisa nigrosternalis là một loài bọ cánh cứng trong họ Cerambycidae.